# Intolleranza 1960
Intolleranza 1960 és una òpera en dos actes amb música de Luigi Nono i llibret del mateix compositor a partir d'una idea d'Angelo Maria Ripellino. Fan servir documents històrics i textos poètics de Julius Fučík (Reportage unter dem Strang geschrieben), La question de Henri Alleg i introducció de Jean-Paul Sartre, La llibertat de Paul Éluard, La nostra marxa de Vladímir Majakovski i A la posteritat de Bertolt Brecht. L'obra dura uns 75 minuts.
L'òpera es va estrenar el 13 d'abril de 1961 al teatre La Fenice de Venècia, amb la direcció de Bruno Maderna i els cantants Petre Munteanu i Italo Tajo.

## Entorn
Intolleranza 1960 va ser el primer treball de Luigi Nono en format d'òpera i és una violenta protesta contra la intolerància, l'opressió i la violació de la dignitat humana. L'any del títol es refereix al moment de l'origen del treball. Va ser encarregada per a la Biennal de Venècia de 1961 pel seu director Mario Labroca. Bruno Maderna en va estrenar el primer acte el 13 d'abril de 1961 al Teatre La Fenice de Venècia. El famós pintor radical Emilio Vedova, amic de Nono va fer el disseny escènic. L'estrena va ser interrompuda per neofeixistes, que van cridar «viva la policia!» durant l'escena de la tortura. Els oponents de Nono ho van acusar d'enverinar la música italiana. Nono va revisar el treball en una versió d'un acte que fou estrenada el 1974.

## Personatges
| Paper                                                               | Tessitura | Estrena 13 d'abril de 1961 (Dir.: Bruno Maderna) |
| ------------------------------------------------------------------- | --------- | ------------------------------------------------ |
| Un refugiat                                                         | tenor     | Petre Munteanu                                   |
| La seva parella                                                     | soprano   | Catherine Gayer                                  |
| Una dona                                                            | contralt  | Carla Henius                                     |
| Un algerí                                                           | baríton   | Heinz Rehfuss                                    |
| Un torturat                                                         | baix      | Italo Tajo                                       |
| Quatre policies                                                     | actors    |                                                  |
| Cor de miners, torturats, presoners, refugiats, algerians, grangers |           |                                                  |

## Argument
El protagonista és un refugiat que es desplaça cap al sud d'Itàlia buscant feina i s'enfronta a protestes, arrests i tortures. És confinat en un camp de concentració on experimenta totes les emocions humanes. Aconsegueix fugir i descobreix que la seva llar està a tot arreu.

## Enregistraments
- Teldec 4509 97304(2): Cor de l'Òpera de Stuttgar; Orquestra Estatal de Stuttgart; direcció musical de Bernhard Kontarski.[5]
- Dreyer Gaido CD 21030: Cor del Teatre de Brema; Orquestra Filharmònica de Brema; direcció musical de Gabriel Feltz.